# Imbrasia dorcas
Imbrasia dorcas är en fjärilsart som beskrevs av Walker 1855. Imbrasia dorcas ingår i släktet Imbrasia och familjen påfågelsspinnare. Inga underarter finns listade i Catalogue of Life.